# Ana Carolina Reston
Ana Carolina Reston Macan (Jundiaí, 4 de junho de 1985 — São Paulo, 15 de novembro de 2006) foi uma modelo brasileira.

## Biografia
Ana Carolina nasceu em uma família de classe média em Jundiaí, no interior de São Paulo. Aos 13 anos, ela começou sua carreira como modelo após vencer um concurso de beleza local em sua cidade natal em 1999. Apesar de ser mais baixa do que o normal de 1,68 m, fez parte de renomadas agências de modelos como Ford, Elite e L'Equipe (uma agência de modelos de São Paulo.) Ela já esteve em países como China, Turquia, México e Japão e apareceu em campanhas publicitárias de prestígio, como Giorgio Armani. Durante sua carreira, ela listou sua altura como pouco mais de 1,70 m.
Em janeiro de 2004, Ana Carolina fez sua primeira viagem ao exterior para Guangzhou, na China. Enquanto participava de uma chamada de elenco, ela teria sido informada de que estava "gorda demais", uma suposta crítica que a levou ao surgimento da anorexia nervosa. O primo da modelo relatou que ela também sofria de bulimia nervosa.

## Vida pessoal

### Morte
Ana Carolina morreu no dia 15 de novembro de 2006, uma quarta-feira. Na época de sua morte, ela pesava apenas 40 kg a uma altura de 1,68 m, e estava internada em um hospital desde o dia 25 de outubro de 2006, por disfunção renal devido à anorexia nervosa e bulimia nervosa, que incluía uma dieta composta apenas de maçãs e tomates. Ela tinha um índice de massa corporal (IMC) de apenas 14,1, bem abaixo do índice de 16, que a Organização Mundial da Saúde (OMS) considera magreza severa. Sua condição tornou-se mais grave e evoluiu para uma infecção generalizada que a levou à morte aos 21 anos.
A mãe de Ana Carolina, Miriam, disse ao jornal Folha de S.Paulo: "Notei que havia alguma coisa errada quando ela voltou do Japão. Ela estava magra demais quando voltou e quando eu disse para ela comer alguma coisa, ela falava: 'Mãe, por favor, não brigue comigo; não há nada de errado comigo, estou bem.
Ana Carolina foi a segunda morte de uma modelo por complicações relacionadas à anorexia em 2006, depois da modelo uruguaia Luisel Ramos, de 22 anos, filha do jogador uruguaio da copa do mundo de 1966 Luis Ramos.